# Arenaria mons-cragus
Arenaria mons-cragus là loài thực vật có hoa thuộc họ Cẩm chướng. Loài này được Kit Tan & Sorger mô tả khoa học đầu tiên năm 1987.